# Colin McRae Rally
Colin McRae Rally — серия компьютерных игр в жанре автосимулятор. Разработчиком и издателем является компания Codemasters. Начиная с 1998 года игры серии выходили на следующих платформах: PC (Windows), PlayStation, PlayStation 2, PlayStation 3, PlayStation Portable, Game Boy Advance, Xbox, Xbox 360, Nokia N-Gage, Android, iOS. Серия получила своё название в честь раллийного пилота Колина Макрея, который содействовал разработчикам в создании некоторых игр серии.
После смерти Колина Макрея в 2007 году было решено убрать имя спортсмена из названий будущих проектов.
Серия Colin McRae Rally является одним из наиболее коммерчески успешных проектов в своём жанре.

## Игры

### Colin McRae Rally 2.0
Colin McRae Rally 2.0 — игра в жанре автосимулятор, выпущенная компанией Codemasters в 2000 году на PlayStation, в 2001 — на PC и в 2002 — на Game Boy Advance. Вторая часть одной из наиболее популярных серий реалистичных ралли-симуляторов. Отличительными чертами игры явились стремление разработчиков соблюсти баланс между точностью и детальной проработкой симулятора, с одной стороны, и сохранением динамичности и увлекательности игрового процесса, с другой, а также наличие онлайн-режима (для версии на PC) и множества различных бонусов, открываемых по мере прохождения игры в режиме «Rally».

### Colin McRae Rally 04
Colin McRae Rally 04

### Dirt: Showdown
Dirt: Showdown — спин-офф серии, анонсированный 11 декабря 2011 года и вышедший на Microsoft Windows, PS3 и Xbox 360 в мае 2012 года.

## Награды
Игра получила серию наград в Guinness World Records: Gamer’s Edition 2008 в номинациях «Fastest Physics Engine in a Racing Game», «Most Camera Views in a Racing Game» и «Most Complex Audio in a Racing Game». В частности, в игре Colin McRae: Dirt присутствует 96 активных звуковых эффектов автомобиля и 16 121 различных аудиозаготовок, используемых в игре. В итоге можно получить порядка 1 005 772 154 467 879 035 136 (более 1021) различных комбинаций звука автомобиля.